# Herb powiatu śremskiego
Herb powiatu śremskiego – jeden z symboli powiatu śremskiego, ustanowiony 30 listopada 2000

## Wygląd i symbolika
Herb przedstawia na tarczy dwudzielnej w słup w polu prawym czerwonym srebrnego orła ze złotym dziobem i szponami (symbol województwa wielkopolskiego), a w polu lewym złotą koronę królewską otwartą ponad srebrną wieżą w postaci baszty obronnej z wieżami bocznymi (wykuszami) ze złotymi dachami (herb Śremu).